# Легран, Луи
Луи Легран (фр. Louis Legrand, собств. имя Огюст Матье, фр. Auguste Mathieu; 29 сентября 1863, Дижон — 12 июня 1951[…], Ливри-Гарган) — французский художник, график и иллюстратор.

## Жизнь и творчество
По профессии Луи Легран был банковским служащим; художественное образование получил в Школе изящных искусств в Дижоне (фр.). С 1884 года работал в мастерской бельгийского символиста Фелисьена Ропса в Париже. Сотрудничал с ведущими иллюстрированными журналами Франции (напр. «Le Courrier français» (фр.) с 1887 года, журнал «Gil Blas» (фр.)), был мастером графики. В своих произведениях, зачастую эротических, старался отобразить жизнь различных слоёв и классов парижского общества, в том числе танцовщиц и проституток Монмартра. Иллюстрировал рассказы и повести Ги де Мопассана (1905) и Эдгара По (1897). Творчество Луи Леграна близко по тематике и содержанию работам Тулуз-Лотрека.
Некоторые графические работы Л. Леграна показались обществу настолько скандальными (Prostitution, Naturalism), что художник попал под суд, однако благодаря помощи умелого адвоката избежал сурового наказания. Тем не менее ему был назначен денежный штраф (который Легран отказался выплачивать, в результате чего всё-таки оказался в тюрьме).
Выезжал на отдых в Бретань, после чего создал порядка 300 гравюр о природе этого региона.

## Выставки
- 1896: Париж, галерея Samuel Bing.
- 1900: Париж, Всемирная выставка.
- 1902: Салон французских художников.
- 1904: Париж, галерея Georges Petit.
- 1911: Париж, галерея Paul Durand-Ruel (ретроспективная).
- 2006: Намюр, музей Фелисьена Ропса, ретроспективная выставка.

## Награды
- Рыцарь ордена Почётного легиона (1906 год)
- Серебряная медаль Всемирной выставки в Париже (1900 год)

## Галерея
- Натурализм, (1890)
- Элегантность (ок. 1900)
- Канкан на балу (ок. 1895)
- Mme. G... (1904)
- Молящийся  мужчина (1904)
- Случайное знакомство (1910)
- Статистка (1910)
- Этюд ню (1904)
- Балерины
- Женский портрет

## Дополнения
- Легран, Луи в Немецкой национальной библиотеке.